# 처녀궁
처녀궁(處女宮, ♍, Virgo)은 황도대에서 여섯번째 점성술의 별자리이다. 이것은 황도대의 150~180도인, 황도 좌표계의 152.75도에서 180도 사이에 걸쳐 있는데, 태양은 매년 평균 8월 23일부터 9월 22일 사이에 이 구간을 지난다.
항성황도대 점성술에서, 태양은 9월 16일부터 10월 15일 사이에 처녀자리를 지난다. 이 기간에 태어난 개인들은 그들이 동의하는 점성술 체계에 따라서, 처녀자리 태생의 사람들(Virgios 또는 Virgoans)이라고 불릴 수도 있다.

## 관련 행성
점성술에서 한 행성의 거주지는 그것이 주인 지위를 가지는 별자리이다. 처녀자리의 주인이라 불리는 행성은 수성이다.

## 같이 보기
- 천문 기호
- 띠 (생초)
- 사이 (점성술)

## 참고 문헌

### 인용
1. ↑  Oxford English Dictionary 보관됨 2011-08-11 - 웨이백 머신. 2013년 1월 19일 갱신.
2. ↑  “Virgoan - Dictionary definition and pronunciation - Yahoo! Education”. Education.yahoo.com. 2012년 10월 8일에 원본 문서에서 보존된 문서. 2013년 1월 19일에 확인함.
3. ↑  Heindel, 81쪽.

### 자료
- Heindel, Max (1919). 《Simplified Scientific Astrology: A Complete Textbook on the Art of Erecting a Horoscope, with Philosophic Encyclopedia and Tables of Planetary Hours》 4판. Rosicrucian Fellowship. OCLC 36106074., OCLC 36106074